# Major League Soccer 2022
Navigation
Édition précédente Édition suivante
La Major League Soccer 2022 est la 27e saison de la Major League Soccer, le championnat professionnel de soccer d'Amérique du Nord. Elle est composée de vingt-huit équipes (vingt-cinq des États-Unis et trois du Canada). À partir de cette saison, la formation du Charlotte FC se rajoute à la MLS,, ceci amenant le Nashville SC à basculer dans l'Ouest, pour équilibrer les deux conférences avec quatorze équipes chacune.
Trois des quatre places qualificatives des États-Unis pour la Ligue des champions de la CONCACAF 2023 y sont attribuées. La première est décernée au vainqueur de la Coupe de la Major League Soccer, la deuxième place revient au vainqueur du Supporters' Shield, la troisième à l'autre équipe terminant première de sa conférence en saison régulière tandis que la dernière est attribuée au vainqueur de la Lamar Hunt U.S. Open Cup.

## Les vingt-huit franchises participantes

### Carte
| Rapids FC Dallas Sporting Dynamo Los Angeles FC Galaxy Real Salt Lake Earthquakes Sounders Minnesota Timbers Whitecaps Austin FC Nashville SC Fire Crew D.C. United Montréal Revolution Orlando City Union Red Bulls New York · City FC Toronto FC Atlanta FC Cincinnati Inter Miami Charlotte |

| - Association de l'Ouest - Austin FC - Rapids du Colorado - FC Dallas - Dynamo de Houston - Sporting Kansas City - Galaxy de Los Angeles - Los Angeles FC - Minnesota United - Nashville SC - Timbers de Portland - Real Salt Lake - Earthquakes de San José - Sounders de Seattle - Whitecaps de Vancouver | - Association de l'Est - Atlanta United - Charlotte FC (N) - Fire de Chicago - FC Cincinnati - Crew de Columbus - D.C. United - Inter Miami - CF Montréal - New York City FC - Orlando City SC - Red Bulls de New York - Revolution de la Nouvelle-Angleterre - Union de Philadelphie - Toronto FC |

### Participants
| Équipe                               | Entraîneur          | Stade                      | Capacité |
| ------------------------------------ | ------------------- | -------------------------- | -------- |
| Atlanta United                       | Gonzalo Pineda      | Mercedes-Benz Stadium      | 71 000   |
| Austin FC                            | Josh Wolff          | Q2 Stadium                 | 20 500   |
| Charlotte FC                         | Christian Lattanzio | Bank of America Stadium    | 40 000   |
| Fire de Chicago                      | Ezra Hendrickson    | Soldier Field              | 24 955   |
| FC Cincinnati                        | Pat Noonan          | TQL Stadium                | 26 000   |
| Rapids du Colorado                   | Robin Fraser        | Dick's Sporting Goods Park | 18 061   |
| Crew de Columbus                     | Caleb Porter        | Lower.com Field            | 20 011   |
| FC Dallas                            | Nico Estévez        | Toyota Stadium             | 20 500   |
| D.C. United                          | Wayne Rooney        | Audi Field                 | 20 000   |
| Dynamo de Houston                    | Kenny Bundy         | PNC Stadium                | 22 039   |
| Galaxy de Los Angeles                | Greg Vanney         | Dignity Health Sports Park | 27 000   |
| Los Angeles FC                       | Steve Cherundolo    | Banc of California Stadium | 22 000   |
| Inter Miami                          | Phil Neville        | Drive Pink Stadium         | 18 000   |
| Minnesota United                     | Adrian Heath        | Allianz Field              | 19 400   |
| CF Montréal                          | Wilfried Nancy      | Stade Saputo               | 19 619   |
| Nashville SC                         | Gary Smith          | Geodis Park                | 30 000   |
| Revolution de la Nouvelle-Angleterre | Bruce Arena         | Gillette Stadium           | 20 000   |
| New York City FC                     | Nick Cushing        | Yankee Stadium             | 30 321   |
| Red Bulls de New York                | Gerhard Struber     | Red Bull Arena             | 25 000   |
| Orlando City SC                      | Óscar Pareja        | Exploria Stadium           | 25 500   |
| Union de Philadelphie                | Jim Curtin          | Subaru Park                | 18 500   |
| Timbers de Portland                  | Giovanni Savarese   | Providence Park            | 25 218   |
| Real Salt Lake                       | Pablo Mastroeni     | America First Field        | 20 213   |
| Earthquakes de San José              | Alex Covelo         | PayPal Park                | 18 000   |
| Sounders de Seattle                  | Brian Schmetzer     | Lumen Field                | 37 722   |
| Sporting de Kansas City              | Peter Vermes        | Children's Mercy Park      | 18 467   |
| Toronto FC                           | Bob Bradley         | BMO Field                  | 28 351   |
| Whitecaps de Vancouver               | Vanni Sartini       | BC Place                   | 22 120   |

Légende des couleurs
- Huitièmes de finale de la Ligue des champions 2022

### Changements d'entraîneurs
| Club                    | Entraîneur(s) partant(s)      | Motif du départ              | Date de départ   | Position   | Entraîneur(s) arrivant(s)     | Date d'arrivée   |
| ----------------------- | ----------------------------- | ---------------------------- | ---------------- | ---------- | ----------------------------- | ---------------- |
| Dynamo de Houston       | Tab Ramos                     | Renvoi                       | 4 novembre 2021  | Pré-saison | Paulo Nagamura                | 3 janvier 2022   |
| Los Angeles FC          | Bob Bradley                   | Consentement mutuel          | 18 novembre 2021 | Pré-saison | Steve Cherundolo              | 3 janvier 2022   |
| Toronto FC              | Javier Pérez (en)             | Consentement mutuel          | 23 novembre 2021 | Pré-saison | Bob Bradley                   | 24 novembre 2021 |
| Fire de Chicago         | Frank Klopas (intérim)        | Fin de l'intérim             | 24 novembre 2021 | Pré-saison | Ezra Hendrickson              | 24 novembre 2021 |
| FC Dallas               | Marco Ferruzzi (en) (intérim) | Fin de l'intérim             | 2 décembre 2021  | Pré-saison | Nico Estévez                  | 2 décembre 2021  |
| FC Cincinnati           | Tyrone Marshall (intérim)     | Fin de l'intérim             | 14 décembre 2021 | Pré-saison | Pat Noonan                    | 14 décembre 2021 |
| Earthquakes de San José | Matías Almeyda                | Consentement mutuel          | 18 avril 2022    | 28e        | Alex Covelo (intérim)         | 18 avril 2022    |
| D.C. United             | Hernán Losada                 | Renvoi                       | 20 avril 2022    | 25e        | Chad Ashton (intérim)         | 20 avril 2022    |
| Charlotte FC            | Miguel Ángel Ramírez          | Renvoi                       | 31 mai 2022      | 18e        | Christian Lattanzio (intérim) | 31 mai 2022      |
| New York City FC        | Ronny Deila                   | Rejoint le Standard de Liège | 13 juin 2022     | 2e         | Nick Cushing (intérim)        | 13 juin 2022     |
| D.C. United             | Chad Ashton (intérim)         | Fin de l'intérim             | 12 juillet 2022  | 25e        | Wayne Rooney                  | 12 juillet 2022  |
| Dynamo de Houston       | Paulo Nagamura                | Renvoi                       | 5 septembre 2022 | 27e        | Kenny Bundy (intérim)         | 5 septembre 2022 |

## Format de la compétition
Chaque équipe joue trente-quatre rencontres, dont vingt-six face à chacun de ses adversaires de la même conférence (une fois à domicile, une fois à l'extérieur) et huit face des adversaires de la conférence opposée (quatre à domicile et quatre à l'extérieur).
La meilleure équipe de chaque association est qualifiée pour les demi-finales de conférences. Les équipes finissant entre la deuxième et la septième place dans chaque association s'affrontent dans un match éliminatoire de quart de finale. L'équipe vainqueure du match entre le quatrième et le cinquième affronte le premier de son association en demi-finale de conférence. Les deux autres équipes s'affrontant dans l'autre demi-finale.
En cas d'égalité, les critères suivants départagent les équipes :
1. Nombre de victoires
2. Différence de buts générale
3. Nombre de buts marqués
4. Classement du fair-play
5. Différence de buts à l'extérieur
6. Nombre de buts marqués à l'extérieur
7. Tirage à la pièce[20]

## Saison régulière

### Classements des conférences Ouest et Est
| Rang | Équipe                  | Pts | J  | G  | N  | P  | Bp | Bc | Diff |
| ---- | ----------------------- | --- | -- | -- | -- | -- | -- | -- | ---- |
| 1    | Los Angeles FC          | 67  | 34 | 21 | 4  | 9  | 66 | 38 | +28  |
| 2    | Austin FC               | 56  | 34 | 16 | 8  | 10 | 65 | 49 | +16  |
| 3    | FC Dallas               | 53  | 34 | 14 | 11 | 9  | 48 | 37 | +11  |
| 4    | Galaxy de Los Angeles   | 50  | 34 | 14 | 8  | 12 | 58 | 51 | +7   |
| 5    | Nashville SC            | 50  | 34 | 13 | 11 | 10 | 52 | 41 | +11  |
| 6    | Minnesota United        | 48  | 34 | 14 | 6  | 14 | 48 | 51 | -3   |
| 7    | Real Salt Lake          | 47  | 34 | 12 | 11 | 11 | 43 | 45 | -2   |
| 8    | Timbers de Portland     | 46  | 34 | 11 | 13 | 10 | 53 | 53 | 0    |
| 9    | Whitecaps de Vancouver  | 43  | 34 | 12 | 7  | 15 | 40 | 57 | -17  |
| 10   | Rapids du Colorado      | 43  | 34 | 11 | 10 | 13 | 46 | 57 | -11  |
| 11   | Sounders de Seattle     | 41  | 34 | 12 | 5  | 17 | 47 | 46 | +1   |
| 12   | Sporting de Kansas City | 40  | 34 | 11 | 7  | 16 | 42 | 54 | -12  |
| 13   | Dynamo de Houston       | 36  | 34 | 10 | 6  | 18 | 43 | 56 | -13  |
| 14   | Earthquakes de San José | 35  | 34 | 8  | 11 | 15 | 52 | 69 | -17  |

| Rang | Équipe                               | Pts | J  | G  | N  | P  | Bp | Bc | Diff |
| ---- | ------------------------------------ | --- | -- | -- | -- | -- | -- | -- | ---- |
| 1    | Union de Philadelphie                | 67  | 34 | 19 | 10 | 5  | 72 | 26 | +46  |
| 2    | CF Montréal                          | 65  | 34 | 20 | 5  | 9  | 63 | 50 | +13  |
| 3    | New York City FC T                   | 55  | 34 | 16 | 7  | 11 | 57 | 41 | +16  |
| 4    | Red Bulls de New York                | 53  | 34 | 15 | 8  | 11 | 50 | 41 | +9   |
| 5    | FC Cincinnati                        | 49  | 34 | 12 | 13 | 9  | 64 | 56 | +8   |
| 6    | Inter Miami                          | 48  | 34 | 14 | 6  | 14 | 47 | 56 | -9   |
| 7    | Orlando City SC C                    | 48  | 34 | 14 | 6  | 14 | 44 | 53 | -9   |
| 8    | Crew de Columbus                     | 46  | 34 | 10 | 16 | 8  | 46 | 41 | +5   |
| 9    | Charlotte FC                         | 42  | 34 | 13 | 3  | 18 | 44 | 52 | -8   |
| 10   | Revolution de la Nouvelle-Angleterre | 42  | 34 | 10 | 12 | 12 | 47 | 50 | -3   |
| 11   | Atlanta United                       | 40  | 34 | 10 | 10 | 14 | 48 | 54 | -6   |
| 12   | Fire de Chicago                      | 39  | 34 | 10 | 9  | 15 | 39 | 48 | -9   |
| 13   | Toronto FC                           | 34  | 34 | 9  | 7  | 18 | 49 | 66 | -17  |
| 14   | D.C. United                          | 27  | 34 | 7  | 6  | 21 | 36 | 71 | -35  |

- Supporters' Shield et qualifications automatiques pour les séries éliminatoires et la Ligue des champions de la CONCACAF 2023
- Franchise directement qualifiée pour les demi-finales de conférence des séries éliminatoires et la Ligue des champions de la CONCACAF 2023
- Franchise qualifiée pour le premier tour des séries éliminatoires

T : Tenant du titre

C : Vainqueur de la Coupe des États-Unis 2022

### Résultats

#### Conférence Ouest
| Résultats (▼dom., ►ext.)                                   | AUS | COL | DAL | HOU | LAG | LAFC | MIN | NAS | POR | RSL | SJ  | SEA | SKC | VAN |
| Austin FC                                                  |     | 1-1 | 2-2 | 3-1 | 0-1 | 4-1  | 1-0 | 1-1 | 1-2 | 3-0 | 3-3 | 1-1 | 4-3 | 3-0 |
| Rapids du Colorado                                         | 2-3 |     | 1-0 | 1-1 | 2-0 | 2-0  | 4-3 | 1-3 | 2-0 | 1-1 | 2-1 | 1-0 | 2-0 | 3-1 |
| FC Dallas                                                  | 1-1 | 3-1 |     | 2-1 | 1-0 | 2-1  | 1-2 | 2-0 | 4-1 | 1-1 | 4-1 | 2-0 | 2-1 | 0-2 |
| Dynamo de Houston                                          | 1-2 | 1-1 | 2-2 |     | 1-3 | 2-1  | 1-2 | 2-0 | 0-0 | 0-0 | 4-3 | 0-1 | 0-0 | 2-1 |
| Galaxy de Los Angeles                                      | 4-1 | 4-1 | 1-3 | 0-3 |     | 2-1  | 2-3 | 1-0 | 1-1 | 1-1 | 2-3 | 3-3 | 2-2 | 5-2 |
| Los Angeles FC                                             | 1-2 | 3-0 | 3-1 | 3-1 | 3-2 |      | 2-0 | 0-1 | 2-1 | 2-0 | 3-2 | 2-1 | 3-1 | 3-1 |
| Minnesota United                                           | 2-1 | 3-1 | 0-3 | 2-1 | 1-1 | 1-1  |     | 1-1 | 4-4 | 3-2 | 1-0 | 1-1 | 1-1 | 2-0 |
| Nashville SC                                               | 3-0 | 4-1 | 4-0 | 1-2 | 1-1 | 1-2  | 1-2 |     | 2-2 | 2-0 | 0-0 | 1-0 | 1-2 | 1-1 |
| Timbers de Portland                                        | 1-0 | 3-0 | 1-1 | 2-1 | 1-3 | 1-2  | 1-0 | 1-1 |     | 0-0 | 2-1 | 2-1 | 7-2 | 1-1 |
| Real Salt Lake                                             | 2-1 | 2-2 | 0-1 | 3-0 | 1-0 | 1-4  | 3-0 | 2-1 | 3-1 |     | 2-0 | 1-0 | 3-0 | 1-1 |
| Earthquakes de San José                                    | 2-2 | 1-0 | 1-1 | 1-2 | 2-3 | 2-1  | 2-0 | 2-2 | 3-2 | 2-2 |     | 4-3 | 1-1 | 2-0 |
| Sounders de Seattle                                        | 3-0 | 2-1 | 1-0 | 2-1 | 3-2 | 1-1  | 3-1 | 0-1 | 0-3 | 1-2 | 2-2 |     | 3-0 | 4-0 |
| Sporting de Kansas City                                    | 0-2 | 2-1 | 2-2 | 1-0 | 4-2 | 0-2  | 4-1 | 1-2 | 4-1 | 1-0 | 1-0 | 1-0 |     | 0-1 |
| Whitecaps de Vancouver                                     | 2-0 | 2-1 | 2-1 | 2-1 | 3-0 | 1-0  | 1-3 | 0-3 | 2-3 | 2-1 | 3-3 | 2-1 | 1-0 |     |
| - Victoire à domicile - Match nul - Victoire à l'extérieur |     |     |     |     |     |      |     |     |     |     |     |     |     |     |

#### Conférence de l'Est
| Résultats (▼dom., ►ext.)                                   | ATL | CHI | CHA | CIN | CLB | DCU | MIA | MTL | N-A | NYFC | NYRB | ORL | PHI | TOR |
| Atlanta United                                             |     | 4-1 | 2-1 | 0-0 | 1-2 | 3-2 | 2-0 | 3-3 | 2-2 | 1-2  | 1-2  | 1-1 | 0-0 | 4-2 |
| Fire de Chicago                                            | 0-0 |     | 2-3 | 1-2 | 2-3 | 1-0 | 3-1 | 0-2 | 1-1 | 0-2  | 1-2  | 0-0 | 1-0 | 2-0 |
| Charlotte FC                                               | 1-0 | 2-3 |     | 2-0 | 2-2 | 3-0 | 1-0 | 0-2 | 3-1 | 1-0  | 2-0  | 1-2 | 4-0 | 0-2 |
| FC Cincinnati                                              | 2-2 | 2-3 | 2-0 |     | 2-2 | 0-1 | 3-1 | 3-4 | 2-3 | 4-4  | 1-1  | 1-0 | 3-1 | 2-0 |
| Crew de Columbus                                           | 2-2 | 0-0 | 1-1 | 2-0 |     | 3-0 | 1-0 | 1-2 | 0-0 | 3-2  | 2-1  | 0-2 | 0-0 | 2-1 |
| D.C. United                                                | 0-1 | 0-2 | 3-0 | 2-5 | 2-2 |     | 2-3 | 1-2 | 3-2 | 0-2  | 0-0  | 2-1 | 0-6 | 2-2 |
| Inter Miami                                                | 2-1 | 0-0 | 3-2 | 4-4 | 2-1 | 2-2 |     | 1-3 | 3-2 | 3-2  | 2-0  | 4-1 | 1-2 | 2-1 |
| CF Montréal                                                | 2-1 | 3-2 | 2-1 | 4-3 | 2-2 | 1-0 | 2-2 |     | 4-0 | 0-0  | 0-1  | 4-1 | 1-2 | 1-0 |
| Revolution de la Nouvelle-Angleterre                       | 2-1 | 0-0 | 2-1 | 2-2 | 2-2 | 1-0 | 2-0 | 0-1 |     | 3-0  | 0-1  | 1-1 | 1-1 | 0-0 |
| New York City FC                                           | 2-2 | 1-0 | 1-3 | 1-1 | 2-0 | 1-2 | 2-0 | 4-1 | 4-2 |      | 2-0  | 2-1 | 0-2 | 5-4 |
| Red Bulls de New York                                      | 2-1 | 3-3 | 2-0 | 1-1 | 1-1 | 4-1 | 3-1 | 1-2 | 2-1 | 0-1  |      | 0-1 | 0-2 | 2-0 |
| Orlando City SC                                            | 0-1 | 1-0 | 2-1 | 1-2 | 2-1 | 3-5 | 1-0 | 2-0 | 0-3 | 2-1  | 0-3  |     | 0-1 | 4-0 |
| Union de Philadelphie                                      | 4-1 | 4-1 | 2-0 | 1-1 | 1-0 | 7-0 | 0-0 | 1-1 | 2-1 | 2-1  | 1-1  | 5-1 |     | 4-0 |
| Toronto FC                                                 | 2-1 | 3-2 | 4-0 | 1-2 | 1-2 | 2-1 | 0-1 | 3-4 | 2-2 | 2-1  | 1-4  | 0-1 | 2-1 |     |
| - Victoire à domicile - Match nul - Victoire à l'extérieur |     |     |     |     |     |     |     |     |     |      |      |     |     |     |

#### Match inter-conférences
Chaque équipe a huit matchs inter-conférences. Quatre à domicile et quatre à l'extérieur.
| Résultats (▼dom., ►ext.)                                   | ATL | CHA | CHI | CIN | CLB | DCU | MIA | MTL | N-A | NYFC | NYRB | ORL | PHI | TOR |
| Austin FC                                                  |     |     |     | 5-0 |     |     | 5-1 |     |     |      | 3-4  | 2-2 |     |     |
| Rapids du Colorado                                         | 3-0 | 0-0 |     |     | 1-1 |     |     |     |     |      |      | 1-1 |     |     |
| FC Dallas                                                  |     |     |     |     |     |     | 1-1 |     |     | 0-1  |      |     | 1-0 | 1-1 |
| Dynamo de Houston                                          |     | 1-2 | 2-0 |     |     |     |     | 2-3 | 3-1 |      |      |     |     |     |
| Galaxy de Los Angeles                                      | 2-0 |     |     |     |     |     |     | 4-0 |     | 1-0  |      | 0-1 |     |     |
| Los Angeles FC                                             |     | 5-0 |     |     |     | 1-0 |     |     |     |      | 2-0  |     | 2-2 |     |
| Minnesota United                                           |     |     | 3-0 | 0-1 |     | 2-0 |     |     |     | 0-1  |      |     |     |     |
| Nashville SC                                               | 2-2 |     |     |     |     |     |     | 2-1 |     |      |      |     | 1-1 | 3-4 |
| Timbers de Portland                                        | 2-1 |     |     |     |     |     |     |     | 2-2 |      |      | 1-1 | 0-2 |     |
| Real Salt Lake                                             |     |     |     | 1-2 | 0-0 | 0-0 |     |     |     |      |      |     |     | 2-2 |
| Earthquakes de San José                                    |     |     | 2-1 |     | 3-3 |     | 0-1 |     |     |      | 1-3  |     |     |     |
| Sounders de Seattle                                        |     | 2-1 |     | 1-1 |     |     | 0-1 | 1-2 |     |      |      |     |     |     |
| Sporting de Kansas City                                    |     |     |     |     | 0-0 | 3-0 |     |     | 1-2 |      | 0-1  |     |     |     |
| Whitecaps de Vancouver                                     |     |     | 1-3 |     |     |     |     |     | 0-0 | 0-0  |      |     |     | 1-0 |
| - Victoire à domicile - Match nul - Victoire à l'extérieur |     |     |     |     |     |     |     |     |     |      |      |     |     |     |

| Résultats (▼dom., ►ext.)                                   | AUS | COL | DAL | HOU | LAG | LAFC | MIN | NAS | POR | RSL | SJ  | SEA | SKC | VAN |
| Atlanta United                                             | 0-3 |     |     |     |     |      |     |     |     | 2-1 |     | 2-1 | 3-1 |     |
| Charlotte FC                                               | 0-1 |     |     |     | 0-1 |      |     | 4-1 |     |     |     |     |     | 2-1 |
| Fire de Chicago                                            |     |     | 0-0 |     | 0-0 |      |     |     |     |     |     | 1-0 | 3-1 |     |
| FC Cincinnati                                              |     |     |     |     |     | 1-2  |     | 1-1 |     |     | 6-0 |     |     | 2-2 |
| Crew de Columbus                                           |     |     |     |     |     | 0-2  |     | 0-1 | 1-1 |     |     |     |     | 4-0 |
| D.C. United                                                | 2-3 | 0-0 |     | 2-0 |     |      |     | 1-3 |     |     |     |     |     |     |
| Inter Miami                                                |     |     |     | 1-3 |     | 0-2  | 2-1 |     | 2-1 |     |     |     |     |     |
| CF Montréal                                                | 0-1 |     |     |     |     |      |     |     |     | 1-2 |     |     | 1-2 | 2-1 |
| Revolution de la Nouvelle-Angleterre                       |     |     | 1-0 |     | 1-2 |      | 2-1 |     |     | 2-3 |     |     |     |     |
| New York City FC                                           |     | 1-1 |     |     |     |      |     |     |     | 6-0 | 3-0 |     | 0-0 |     |
| Red Bulls de New York                                      |     | 4-5 | 0-0 |     |     |      | 0-1 |     | 1-1 |     |     |     |     |     |
| Orlando City SC                                            |     |     | 1-3 | 2-1 |     | 2-4  |     |     |     |     |     | 3-2 |     |     |
| Union de Philadelphie                                      |     | 6-0 |     | 6-0 |     |      | 1-1 |     |     |     | 2-0 |     |     |     |
| Toronto FC                                                 |     |     |     |     | 2-2 |      |     |     | 3-1 |     | 2-2 | 0-2 |     |     |
| - Victoire à domicile - Match nul - Victoire à l'extérieur |     |     |     |     |     |      |     |     |     |     |     |     |     |     |

## Séries éliminatoires

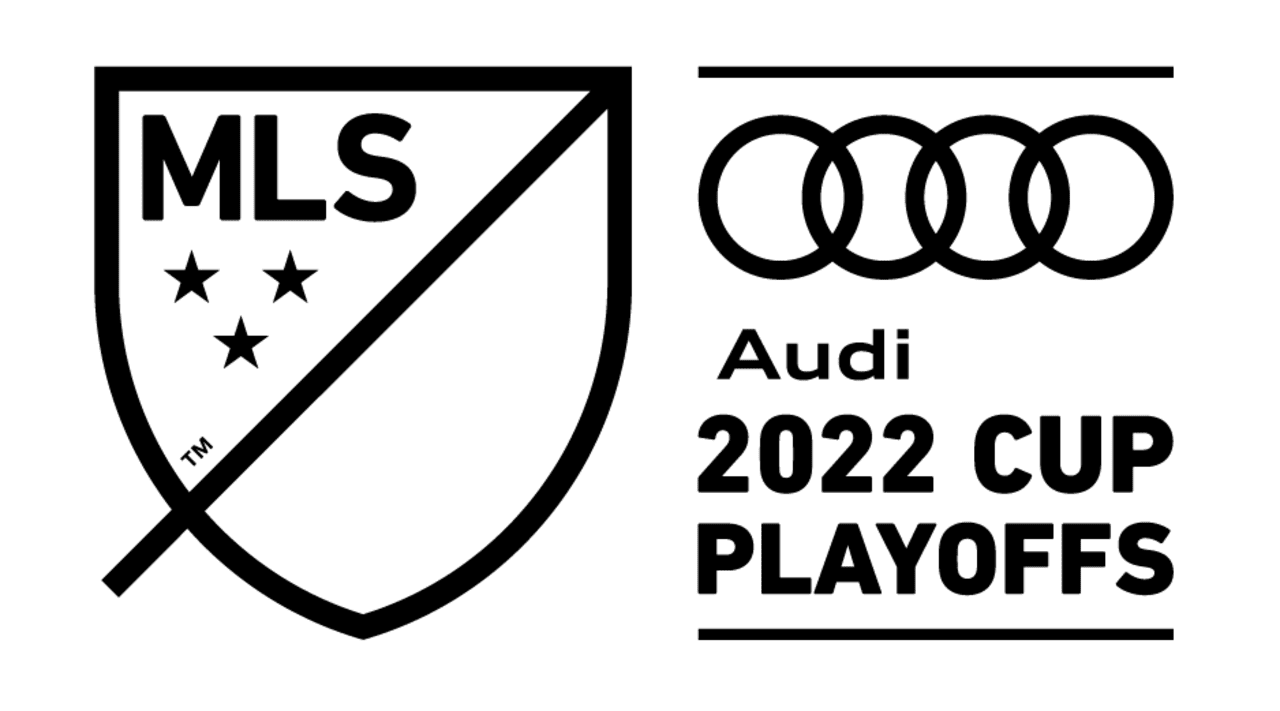
Logo des séries éliminatoires 2022.

### Règlement
Cette saison les sept premiers de chaque conférence se qualifie pour les séries éliminatoires. Les équipes ayant terminé à la première place de leur conférence se qualifie directement pour la demi-finale de leur conférence. Tandis que les équipes classées de la deuxième place à la septième place s'affrontent pour déterminer les trois qualifiés pour les demi-finales. La meilleure équipe de chaque conférence affronte au premier tour l'équipe la moins bien classée de sa région.
Tous les tours des séries se déroulent en un seul match, avec prolongation et tirs au but éventuels.
La finale MLS a lieu sur le terrain de la meilleure équipe en phase régulière.
Cette finale se déroule aussi en un seul match, avec prolongation et tirs au but pour départager si nécessaire les équipes.
Le gagnant du championnat se qualifie pour la Ligue des champions de la CONCACAF 2023. Si cette équipe s'était qualifiée pour cette compétition, la place est redistribuée à la meilleure équipe de la saison régulière non encore qualifiée pour cette compétition.

### Résultats

#### Tableau final
|  | Premier tour             | Premier tour             | Premier tour             | Premier tour             |                            |                            | Demi-finales de conférence | Demi-finales de conférence | Demi-finales de conférence | Demi-finales de conférence |  |  | Finales de conférence   | Finales de conférence   | Finales de conférence   | Finales de conférence   |  |  | Coupe MLS 2022          | Coupe MLS 2022          | Coupe MLS 2022          | Coupe MLS 2022          |
|  |                          |                          |                          |                          |                            |                            |                            |                            |                            |                            |  |  |                         |                         |                         |                         |  |  |                         |                         |                         |                         |
|  |                          |                          |                          |                          |                            |                            | 20 octobre, Los Angeles    | 20 octobre, Los Angeles    | 20 octobre, Los Angeles    | 20 octobre, Los Angeles    |  |  | 30 octobre, Los Angeles | 30 octobre, Los Angeles | 30 octobre, Los Angeles | 30 octobre, Los Angeles |  |  | 5 novembre, Los Angeles | 5 novembre, Los Angeles | 5 novembre, Los Angeles | 5 novembre, Los Angeles |
|  |                          |                          |                          |                          |                            |                            | 20 octobre, Los Angeles    | 20 octobre, Los Angeles    | 20 octobre, Los Angeles    | 20 octobre, Los Angeles    |  |  | 30 octobre, Los Angeles | 30 octobre, Los Angeles | 30 octobre, Los Angeles | 30 octobre, Los Angeles |  |  | 5 novembre, Los Angeles | 5 novembre, Los Angeles | 5 novembre, Los Angeles | 5 novembre, Los Angeles |
|  |                          |                          |                          |                          |                            |                            | 20 octobre, Los Angeles    | 20 octobre, Los Angeles    | 20 octobre, Los Angeles    | 20 octobre, Los Angeles    |  |  | 30 octobre, Los Angeles | 30 octobre, Los Angeles | 30 octobre, Los Angeles | 30 octobre, Los Angeles |  |  | 5 novembre, Los Angeles | 5 novembre, Los Angeles | 5 novembre, Los Angeles | 5 novembre, Los Angeles |
|  |                          |                          |                          |                          |                            |                            | 20 octobre, Los Angeles    | 20 octobre, Los Angeles    | 20 octobre, Los Angeles    | 20 octobre, Los Angeles    |  |  | 30 octobre, Los Angeles | 30 octobre, Los Angeles | 30 octobre, Los Angeles | 30 octobre, Los Angeles |  |  | 5 novembre, Los Angeles | 5 novembre, Los Angeles | 5 novembre, Los Angeles | 5 novembre, Los Angeles |
|  | O1 Los Angeles FC        | O1 Los Angeles FC        | 3                        | 3                        |                            |                            |                            |                            |                            |                            |  |  | 30 octobre, Los Angeles | 30 octobre, Los Angeles | 30 octobre, Los Angeles | 30 octobre, Los Angeles |  |  | 5 novembre, Los Angeles | 5 novembre, Los Angeles | 5 novembre, Los Angeles | 5 novembre, Los Angeles |
|  | O1 Los Angeles FC        | O1 Los Angeles FC        | 3                        | 3                        | 15 octobre, Carson         |                            |                            |                            |                            |                            |  |  | 30 octobre, Los Angeles | 30 octobre, Los Angeles | 30 octobre, Los Angeles | 30 octobre, Los Angeles |  |  | 5 novembre, Los Angeles | 5 novembre, Los Angeles | 5 novembre, Los Angeles | 5 novembre, Los Angeles |
|  |                          |                          | O4 Galaxy de Los Angeles | O4 Galaxy de Los Angeles | 2                          | 2                          |                            |                            |                            |                            |  |  | 30 octobre, Los Angeles | 30 octobre, Los Angeles | 30 octobre, Los Angeles | 30 octobre, Los Angeles |  |  | 5 novembre, Los Angeles | 5 novembre, Los Angeles | 5 novembre, Los Angeles | 5 novembre, Los Angeles |
|  | O4 Galaxy de Los Angeles | O4 Galaxy de Los Angeles | O4 Galaxy de Los Angeles | O4 Galaxy de Los Angeles | 2                          | 2                          | 1                          | 1                          |                            |                            |  |  | 30 octobre, Los Angeles | 30 octobre, Los Angeles | 30 octobre, Los Angeles | 30 octobre, Los Angeles |  |  | 5 novembre, Los Angeles | 5 novembre, Los Angeles | 5 novembre, Los Angeles | 5 novembre, Los Angeles |
|  | O4 Galaxy de Los Angeles | O4 Galaxy de Los Angeles | 23 octobre, Austin       |                          |                            |                            | 1                          | 1                          |                            |                            |  |  | 30 octobre, Los Angeles | 30 octobre, Los Angeles | 30 octobre, Los Angeles | 30 octobre, Los Angeles |  |  | 5 novembre, Los Angeles | 5 novembre, Los Angeles | 5 novembre, Los Angeles | 5 novembre, Los Angeles |
|  | O5 Nashville SC          | O5 Nashville SC          | 0                        | 0                        |                            |                            |                            |                            |                            |                            |  |  | 30 octobre, Los Angeles | 30 octobre, Los Angeles | 30 octobre, Los Angeles | 30 octobre, Los Angeles |  |  | 5 novembre, Los Angeles | 5 novembre, Los Angeles | 5 novembre, Los Angeles | 5 novembre, Los Angeles |
|  | O5 Nashville SC          | O5 Nashville SC          | 0                        | 0                        | O1 Los Angeles FC          | O1 Los Angeles FC          | 3                          | 3                          |                            |                            |  |  |                         |                         |                         |                         |  |  | 5 novembre, Los Angeles | 5 novembre, Los Angeles | 5 novembre, Los Angeles | 5 novembre, Los Angeles |
|  | 16 octobre, Austin       |                          |                          |                          | O1 Los Angeles FC          | O1 Los Angeles FC          | 3                          | 3                          |                            |                            |  |  |                         |                         |                         |                         |  |  | 5 novembre, Los Angeles | 5 novembre, Los Angeles | 5 novembre, Los Angeles | 5 novembre, Los Angeles |
|  |                          |                          | O2 Austin FC             | O2 Austin FC             | 0                          | 0                          |                            |                            |                            |                            |  |  |                         |                         |                         |                         |  |  | 5 novembre, Los Angeles | 5 novembre, Los Angeles | 5 novembre, Los Angeles | 5 novembre, Los Angeles |
|  | O2 Austin FC t. a. b.    | O2 Austin FC t. a. b.    | O2 Austin FC             | O2 Austin FC             | 0                          | 0                          | 2 (3)                      | 2 (3)                      |                            |                            |  |  |                         |                         |                         |                         |  |  | 5 novembre, Los Angeles | 5 novembre, Los Angeles | 5 novembre, Los Angeles | 5 novembre, Los Angeles |
|  | O2 Austin FC t. a. b.    | O2 Austin FC t. a. b.    | 30 octobre, Chester      |                          |                            |                            | 2 (3)                      | 2 (3)                      |                            |                            |  |  |                         |                         |                         |                         |  |  | 5 novembre, Los Angeles | 5 novembre, Los Angeles | 5 novembre, Los Angeles | 5 novembre, Los Angeles |
|  | O7 Real Salt Lake        | O7 Real Salt Lake        | 2 (1)                    | 2 (1)                    |                            |                            |                            |                            |                            |                            |  |  |                         |                         |                         |                         |  |  | 5 novembre, Los Angeles | 5 novembre, Los Angeles | 5 novembre, Los Angeles | 5 novembre, Los Angeles |
|  | O7 Real Salt Lake        | O7 Real Salt Lake        | 2 (1)                    | 2 (1)                    | O2 Austin FC               | O2 Austin FC               | 2                          | 2                          |                            |                            |  |  |                         |                         |                         |                         |  |  | 5 novembre, Los Angeles | 5 novembre, Los Angeles | 5 novembre, Los Angeles | 5 novembre, Los Angeles |
|  | 17 octobre, Frisco       |                          |                          |                          | O2 Austin FC               | O2 Austin FC               | 2                          | 2                          |                            |                            |  |  |                         |                         |                         |                         |  |  | 5 novembre, Los Angeles | 5 novembre, Los Angeles | 5 novembre, Los Angeles | 5 novembre, Los Angeles |
|  |                          |                          | O3 FC Dallas             | O3 FC Dallas             | 1                          | 1                          |                            |                            |                            |                            |  |  |                         |                         |                         |                         |  |  | 5 novembre, Los Angeles | 5 novembre, Los Angeles | 5 novembre, Los Angeles | 5 novembre, Los Angeles |
|  | O3 FC Dallas t. a. b.    | O3 FC Dallas t. a. b.    | O3 FC Dallas             | O3 FC Dallas             | 1                          | 1                          | 1 (5)                      | 1 (5)                      |                            |                            |  |  |                         |                         |                         |                         |  |  | 5 novembre, Los Angeles | 5 novembre, Los Angeles | 5 novembre, Los Angeles | 5 novembre, Los Angeles |
|  | O3 FC Dallas t. a. b.    | O3 FC Dallas t. a. b.    | 20 octobre, Chester      |                          |                            |                            | 1 (5)                      | 1 (5)                      |                            |                            |  |  |                         |                         |                         |                         |  |  | 5 novembre, Los Angeles | 5 novembre, Los Angeles | 5 novembre, Los Angeles | 5 novembre, Los Angeles |
|  | O6 Minnesota United      | O6 Minnesota United      | 1 (4)                    | 1 (4)                    |                            |                            |                            |                            |                            |                            |  |  |                         |                         |                         |                         |  |  | 5 novembre, Los Angeles | 5 novembre, Los Angeles | 5 novembre, Los Angeles | 5 novembre, Los Angeles |
|  | O6 Minnesota United      | O6 Minnesota United      | 1 (4)                    | 1 (4)                    | O1 Los Angeles FC t. a. b. | O1 Los Angeles FC t. a. b. | 3 (3)                      | 3 (3)                      |                            |                            |  |  |                         |                         |                         |                         |  |  |                         |                         |                         |                         |
|  |                          |                          |                          |                          | O1 Los Angeles FC t. a. b. | O1 Los Angeles FC t. a. b. | 3 (3)                      | 3 (3)                      |                            |                            |  |  |                         |                         |                         |                         |  |  |                         |                         |                         |                         |
|  |                          |                          | E1 Union de Philadelphie | E1 Union de Philadelphie | 3 (0)                      | 3 (0)                      |                            |                            |                            |                            |  |  |                         |                         |                         |                         |  |  |                         |                         |                         |                         |
|  |                          |                          |                          |                          | 3 (0)                      | 3 (0)                      |                            |                            |                            |                            |  |  |                         |                         |                         |                         |  |  |                         |                         |                         |                         |
|  |                          |                          |                          |                          |                            |                            |                            |                            |                            |                            |  |  |                         |                         |                         |                         |  |  |                         |                         |                         |                         |
|  |                          |                          |                          |                          |                            |                            |                            |                            |                            |                            |  |  |                         |                         |                         |                         |  |  |                         |                         |                         |                         |
|  | E1 Union de Philadelphie | E1 Union de Philadelphie | 1                        | 1                        |                            |                            |                            |                            |                            |                            |  |  |                         |                         |                         |                         |  |  |                         |                         |                         |                         |
|  | E1 Union de Philadelphie | E1 Union de Philadelphie | 1                        | 1                        | 15 octobre, Harrison       |                            |                            |                            |                            |                            |  |  |                         |                         |                         |                         |  |  |                         |                         |                         |                         |
|  |                          |                          | E5 FC Cincinnati         | E5 FC Cincinnati         | 0                          | 0                          |                            |                            |                            |                            |  |  |                         |                         |                         |                         |  |  |                         |                         |                         |                         |
|  | E4 Red Bulls de New York | E4 Red Bulls de New York | E5 FC Cincinnati         | E5 FC Cincinnati         | 0                          | 0                          | 1                          | 1                          |                            |                            |  |  |                         |                         |                         |                         |  |  |                         |                         |                         |                         |
|  | E4 Red Bulls de New York | E4 Red Bulls de New York | 23 octobre, Montréal     |                          |                            |                            | 1                          | 1                          |                            |                            |  |  |                         |                         |                         |                         |  |  |                         |                         |                         |                         |
|  | E5 FC Cincinnati         | E5 FC Cincinnati         | 2                        | 2                        |                            |                            |                            |                            |                            |                            |  |  |                         |                         |                         |                         |  |  |                         |                         |                         |                         |
|  | E5 FC Cincinnati         | E5 FC Cincinnati         | 2                        | 2                        | E1 Union de Philadelphie   | E1 Union de Philadelphie   | 3                          | 3                          |                            |                            |  |  |                         |                         |                         |                         |  |  |                         |                         |                         |                         |
|  | 16 octobre, Montréal     |                          |                          |                          | E1 Union de Philadelphie   | E1 Union de Philadelphie   | 3                          | 3                          |                            |                            |  |  |                         |                         |                         |                         |  |  |                         |                         |                         |                         |
|  |                          |                          | E3 New York City FC      | E3 New York City FC      | 1                          | 1                          |                            |                            |                            |                            |  |  |                         |                         |                         |                         |  |  |                         |                         |                         |                         |
|  | E2 CF Montréal           | E2 CF Montréal           | E3 New York City FC      | E3 New York City FC      | 1                          | 1                          | 2                          | 2                          |                            |                            |  |  |                         |                         |                         |                         |  |  |                         |                         |                         |                         |
|  | E2 CF Montréal           | E2 CF Montréal           |                          |                          |                            |                            |                            | 2                          |                            |                            |  |  |                         |                         |                         |                         |  |  |                         |                         |                         |                         |
|  | E7 Orlando City SC       | E7 Orlando City SC       | 0                        | 0                        |                            |                            |                            |                            |                            |                            |  |  |                         |                         |                         |                         |  |  |                         |                         |                         |                         |
|  | E7 Orlando City SC       | E7 Orlando City SC       | 0                        | 0                        | E2 CF Montréal             | E2 CF Montréal             | 1                          | 1                          |                            |                            |  |  |                         |                         |                         |                         |  |  |                         |                         |                         |                         |
|  | 17 octobre, Queens       |                          |                          |                          | E2 CF Montréal             | E2 CF Montréal             | 1                          | 1                          |                            |                            |  |  |                         |                         |                         |                         |  |  |                         |                         |                         |                         |
|  |                          |                          | E3 New York City FC      | E3 New York City FC      | 3                          | 3                          |                            |                            |                            |                            |  |  |                         |                         |                         |                         |  |  |                         |                         |                         |                         |
|  | E3 New York City FC      | E3 New York City FC      | E3 New York City FC      | E3 New York City FC      | 3                          | 3                          | 3                          | 3                          |                            |                            |  |  |                         |                         |                         |                         |  |  |                         |                         |                         |                         |
|  | E3 New York City FC      | E3 New York City FC      |                          |                          |                            |                            |                            | 3                          |                            |                            |  |  |                         |                         |                         |                         |  |  |                         |                         |                         |                         |
|  | E6 Inter Miami           | E6 Inter Miami           | 0                        | 0                        |                            |                            |                            |                            |                            |                            |  |  |                         |                         |                         |                         |  |  |                         |                         |                         |                         |
|  | E6 Inter Miami           | E6 Inter Miami           | 0                        | 0                        |                            |                            |                            |                            |                            |                            |  |  |                         |                         |                         |                         |  |  |                         |                         |                         |                         |
|  |                          |                          |                          |                          |                            |                            |                            |                            |                            |                            |  |  |                         |                         |                         |                         |  |  |                         |                         |                         |                         |

#### Conférence Est

##### Premier tour
| 15 octobre 2022 | Red Bulls de New York | 1 - 2   | FC Cincinnati                 | Red Bull Arena, Harrison                        |                                                 |
| 12h00 (UTC−5)   | Morgan 48e            | (0 - 0) | 74e (pen.) Acosta 86e Vazquez | Spectateurs : 17 113 Arbitrage : Alex Chilowicz | Spectateurs : 17 113 Arbitrage : Alex Chilowicz |
| 12h00 (UTC−5)   | Rapport               |         |                               | Spectateurs : 17 113 Arbitrage : Alex Chilowicz | Spectateurs : 17 113 Arbitrage : Alex Chilowicz |

| 16 octobre 2022 | CF Montréal                        | 2 - 0   | Orlando City SC | Stade Saputo, Montréal                         |                                                |
| 20h00 (UTC−5)   | Koné 68e · Mihailovic 90+9e (pen.) | (0 - 0) |                 | Spectateurs : 19 619 Arbitrage : Ismail Elfath | Spectateurs : 19 619 Arbitrage : Ismail Elfath |
| 20h00 (UTC−5)   | Rapport                            |         |                 | Spectateurs : 19 619 Arbitrage : Ismail Elfath | Spectateurs : 19 619 Arbitrage : Ismail Elfath |

| 17 octobre 2022 | New York City FC                        | 3 - 0   | Inter Miami | Citi Field, Queens                              |                                                 |
| 19h00 (UTC−5)   | Pereira 63e · Morález 69e · Héber 90+2e | (0 - 0) |             | Spectateurs : 18 066 Arbitrage : Rubiel Vazquez | Spectateurs : 18 066 Arbitrage : Rubiel Vazquez |
| 19h00 (UTC−5)   | Rapport                                 |         |             | Spectateurs : 18 066 Arbitrage : Rubiel Vazquez | Spectateurs : 18 066 Arbitrage : Rubiel Vazquez |

##### Demi-finales de conférence
| 20 octobre 2022 | Union de Philadelphie | 1 - 0   | FC Cincinnati | Subaru Park, Chester                          |                                               |
| 20h00 (UTC−5)   | Flach 59e             | (0 - 0) |               | Spectateurs : 19 289 Arbitrage : Timothy Ford | Spectateurs : 19 289 Arbitrage : Timothy Ford |
| 20h00 (UTC−5)   | Rapport               |         |               | Spectateurs : 19 289 Arbitrage : Timothy Ford | Spectateurs : 19 289 Arbitrage : Timothy Ford |

| 23 octobre 2022 | CF Montréal    | 1 - 3   | New York City FC                            | Stade Saputo, Montréal                        |                                               |
| 13h00 (UTC−5)   | Mihailovic 85e | (0 - 2) | 6e Morález · 45+3e Héber · 61e (pen.) Magno | Spectateurs : 19 619 Arbitrage : Drew Fischer | Spectateurs : 19 619 Arbitrage : Drew Fischer |
| 13h00 (UTC−5)   | Rapport        |         |                                             | Spectateurs : 19 619 Arbitrage : Drew Fischer | Spectateurs : 19 619 Arbitrage : Drew Fischer |

##### Finale de conférence
| 30 octobre 2022 | Union de Philadelphie                 | 3 - 1   | New York City FC | Subaru Park, Chester                           |                                                |
| 20h00 (UTC−5)   | Carranza 65e · Gazdag 67e · Burke 76e | (3 - 1) | 57e Morález      | Spectateurs : 19 770 Arbitrage : Allen Chapman | Spectateurs : 19 770 Arbitrage : Allen Chapman |
| 20h00 (UTC−5)   | Rapport                               |         |                  | Spectateurs : 19 770 Arbitrage : Allen Chapman | Spectateurs : 19 770 Arbitrage : Allen Chapman |

#### Conférence Ouest

##### Premier tour
| 15 octobre 2022 | Galaxy de Los Angeles | 1 - 0   | Nashville SC | Dignity Health Sports Park, Carson                  |                                                     |
| 12h00 (UTC−8)   | Araujo 60e            | (0 - 0) |              | Spectateurs : 22 280 Arbitrage : Armando Villarreal | Spectateurs : 22 280 Arbitrage : Armando Villarreal |
| 12h00 (UTC−8)   | Rapport               |         |              | Spectateurs : 22 280 Arbitrage : Armando Villarreal | Spectateurs : 22 280 Arbitrage : Armando Villarreal |

| 16 octobre 2022 | Austin FC                   | 2 - 2                 | Real Salt Lake                  | Q2 Stadium, Austin                            |                                               |
| 14h00 (UTC−6)   | Driussi 31e 90+4e (pen.)    | (1 - 2, 2 - 2, 2 - 2) | 3e 15e (pen.) Córdova           | Spectateurs : 20 738 Arbitrage : Victor Rivas | Spectateurs : 20 738 Arbitrage : Victor Rivas |
| 14h00 (UTC−6)   | Rapport                     |                       |                                 | Spectateurs : 20 738 Arbitrage : Victor Rivas | Spectateurs : 20 738 Arbitrage : Victor Rivas |
| 14h00 (UTC−6)   | Driussi · Fagúndez · Rigoni | Tirs au but 3 - 1     | Silva · Brody · Ojeda · Schmitt | Spectateurs : 20 738 Arbitrage : Victor Rivas | Spectateurs : 20 738 Arbitrage : Victor Rivas |

| 17 octobre 2022 | FC Dallas                                    | 1 - 1 a. p.           | Minnesota United                             | Toyota Stadium, Frisco                     |                                            |
| 20h30 (UTC−6)   | Quignon 64e                                  | (0 - 0, 1 - 1, 1 - 1) | 53e Reynoso                                  | Spectateurs : 19 096 Arbitrage : Ted Unkel | Spectateurs : 19 096 Arbitrage : Ted Unkel |
| 20h30 (UTC−6)   | Rapport                                      |                       |                                              | Spectateurs : 19 096 Arbitrage : Ted Unkel | Spectateurs : 19 096 Arbitrage : Ted Unkel |
| 20h30 (UTC−6)   | Jara · Lletget · Hedges · Ferreira · Velasco | Tirs au but 5 - 4     | Reynoso · Trapp · Arriaga · Benítez · García | Spectateurs : 19 096 Arbitrage : Ted Unkel | Spectateurs : 19 096 Arbitrage : Ted Unkel |

##### Demi-finales de conférence
| 20 octobre 2022 | Los Angeles FC                 | 3 - 2 | Galaxy de Los Angeles       | Banc of California Stadium, Los Angeles        |                                                |
| 19h00 (UTC−8)   | Bouanga 23e 80e · Arango 90+3e |       | 44e Grandsir · 85e Joveljić | Spectateurs : 22 305 Arbitrage : Allen Chapman | Spectateurs : 22 305 Arbitrage : Allen Chapman |
| 19h00 (UTC−8)   | Rapport                        |       |                             | Spectateurs : 22 305 Arbitrage : Allen Chapman | Spectateurs : 22 305 Arbitrage : Allen Chapman |

| 23 octobre 2022 | Austin FC                | 2 - 1   | FC Dallas   | Q2 Stadium, Austin                                |                                                   |
| 19h00 (UTC−6)   | Djitté 26e · Driussi 29e | (2 - 0) | 65e Velasco | Spectateurs : 20 738 Arbitrage : Joseph Dickerson | Spectateurs : 20 738 Arbitrage : Joseph Dickerson |
| 19h00 (UTC−6)   | Rapport                  |         |             | Spectateurs : 20 738 Arbitrage : Joseph Dickerson | Spectateurs : 20 738 Arbitrage : Joseph Dickerson |

##### Finale de conférence
| 30 octobre 2022 | Los Angeles FC                            | 3 - 0   | Austin FC | Banc of California Stadium, Los Angeles             |                                                     |
| 12h00 (UTC−8)   | Arango 29e · Urruti 62e (csc) · Opoku 81e | (1 - 0) |           | Spectateurs : 22 175 Arbitrage : Armando Villarreal | Spectateurs : 22 175 Arbitrage : Armando Villarreal |
| 12h00 (UTC−8)   | Rapport                                   |         |           | Spectateurs : 22 175 Arbitrage : Armando Villarreal | Spectateurs : 22 175 Arbitrage : Armando Villarreal |

#### Coupe MLS
| Finale                        | Los Angeles FC                              | 3 - 3 a. p.           | Union de Philadelphie                | Banc of California Stadium, Los Angeles        |                                                |
| 5 novembre 2022 13h00 (UTC−8) | Acosta 28e · Murillo (en) 83e · Bale 120+8e | (1 - 0, 2 - 2, 2 - 2) | 59e Gazdag · 85e 120+4e Elliott (en) | Spectateurs : 22 384 Arbitrage : Ismail Elfath | Spectateurs : 22 384 Arbitrage : Ismail Elfath |
| 5 novembre 2022 13h00 (UTC−8) | Rapport                                     |                       |                                      | Spectateurs : 22 384 Arbitrage : Ismail Elfath | Spectateurs : 22 384 Arbitrage : Ismail Elfath |
| 5 novembre 2022 13h00 (UTC−8) | Tello · Bouanga · Hollingshead · Ilie       | Tirs au but 3 - 0     | Gazdag · Martínez (en) · Wagner      | Spectateurs : 22 384 Arbitrage : Ismail Elfath | Spectateurs : 22 384 Arbitrage : Ismail Elfath |

## Statistiques individuelles
| Rang | Joueur            | Club                    | Buts | Passes |
| ---- | ----------------- | ----------------------- | ---- | ------ |
| 1    | Hany Mukhtar      | Nashville SC            | 23   | 11     |
| 2    | Dániel Gazdag     | Union de Philadelphie   | 22   | 10     |
| 3    | Sebastián Driussi | Austin FC               | 22   | 7      |
| 4    | Brandon Vazquez   | FC Cincinnati           | 18   | 8      |
| 5    | Brenner           | FC Cincinnati           | 18   | 6      |
| 6    | Jesús Ferreira    | FC Dallas               | 18   | 6      |
| 7    | Javier Hernández  | Galaxy de Los Angeles   | 18   | 2      |
| 8    | Jeremy Ebobisse   | Earthquakes de San José | 17   | 2      |
| 9    | Diego Rubio       | Rapids du Colorado      | 16   | 7      |
| 10   | Cristian Arango   | Los Angeles FC          | 16   | 5      |
| 11   | Gonzalo Higuaín   | Inter Miami             | 16   | 3      |

| Rang | Joueur             | Club                                 | Passes |
| ---- | ------------------ | ------------------------------------ | ------ |
| 1    | Luciano Acosta     | FC Cincinnati                        | 19     |
| 2    | Diego Fagúndez     | Austin FC                            | 15     |
| 2    | Kai Wagner         | Union de Philadelphie                | 15     |
| 4    | Cristian Espinoza  | Earthquakes de San José              | 14     |
| 4    | Carles Gil         | Revolution de la Nouvelle-Angleterre | 14     |
| 6    | Santiago Rodríguez | New York City FC                     | 13     |
| 7    | Thiago Almada      | Atlanta United FC                    | 12     |
| 7    | Lucas Zelarayán    | Crew de Columbus                     | 12     |
| 9    | Nicolás Lodeiro    | Sounders de Seattle                  | 11     |
| 9    | Hany Mukhtar       | Nashville SC                         | 11     |
| 9    | Mauricio Pereyra   | Orlando City SC                      | 11     |
| 9    | Emanuel Reynoso    | Minnesota United FC                  | 11     |
| 9    | Xherdan Shaqiri    | Fire de Chicago                      | 11     |
| 9    | Carlos Vela        | Los Angeles FC                       | 11     |

## Récompenses individuelles

### Récompenses annuelles
| Trophée                            | Joueur             | Club                  |
| ---------------------------------- | ------------------ | --------------------- |
| Meilleur joueur (saison régulière) | Hany Mukhtar       | Nashville SC          |
| Meilleur joueur (finale MLS)       | John McCarthy (en) | Los Angeles FC        |
| Meilleur jeune joueur              | Jesús Ferreira     | FC Dallas             |
| Meilleur gardien                   | Andre Blake        | Union de Philadelphie |
| Meilleur défenseur                 | Jakob Glesnes      | Union de Philadelphie |
| Meilleur entraîneur                | Jim Curtin         | Union de Philadelphie |
| Meilleur nouveau venu              | Thiago Almada      | Atlanta United        |
| Meilleur retour                    | Gonzalo Higuaín    | Inter Miami           |
| Meilleur buteur                    | Hany Mukhtar       | Nashville SC          |
| Action humanitaire de l'année      | Alejandro Bedoya   | Union de Philadelphie |
| Meilleur arbitre                   | Ismail Elfath      | Ismail Elfath         |
| Meilleur arbitre assistant         | Corey Rockwell     | Corey Rockwell        |
| Meilleur but                       | Josef Martínez     | Atlanta United        |
| Meilleur arrêt                     | Pedro Gallese      | Orlando City SC       |

### Équipe-type
| Poste      | Joueurs           | Club                  |
| ---------- | ----------------- | --------------------- |
| Gardien    | Andre Blake       | Union de Philadelphie |
| Défenseurs | Walker Zimmerman  | Nashville SC          |
| Défenseurs | Jakob Glesnes     | Union de Philadelphie |
| Défenseurs | Kai Wagner        | Union de Philadelphie |
| Milieux    | Luciano Acosta    | FC Cincinnati         |
| Milieux    | Sebastián Driussi | Austin FC             |
| Milieux    | Hany Mukhtar      | Nashville SC          |
| Milieux    | Dániel Gazdag     | Union de Philadelphie |
| Attaquant  | Jesús Ferreira    | FC Dallas             |
| Attaquant  | Brandon Vazquez   | FC Cincinnati         |
| Attaquant  | Carlos Vela       | Los Angeles FC        |

| Club                  | Nombre de joueurs |
| --------------------- | ----------------- |
| Union de Philadelphie | 4                 |
| FC Cincinnati         | 2                 |
| Nashville SC          | 2                 |
| Austin FC             | 1                 |
| FC Dallas             | 1                 |
| Los Angeles FC        | 1                 |

### Récompenses mensuelles

#### Joueur du mois
| Mois                 | Joueur            | Équipe           | Lien     |
| -------------------- | ----------------- | ---------------- | -------- |
| Février et mars      | Lucas Zelarayán   | Crew de Columbus | 4M 4B 1P |
| Avril                | Sebastián Driussi | Austin FC        | 5M 4B 1P |
| Mai                  | Paul Arriola      | FC Dallas        | 5M 6B    |
| Juin                 | Luciano Acosta    | FC Cincinnati    | 3M 1B 3P |
| Juillet              | Sebastián Driussi | Austin FC        | 6M 5B 3P |
| Août                 | Hany Mukhtar      | Nashville SC     | 7M 7B 5P |
| Septembre et octobre | Brenner           | FC Cincinnati    | 5M 9B 2P |

M=Matchs ; B=Buts ; P=Passes décisives

### Récompenses hebdomadaires

#### Joueur de la semaine
| Semaine    | Joueur                | Équipe                  | Lien            |
| ---------- | --------------------- | ----------------------- | --------------- |
| Semaine 1  | Carlos Vela           | Los Angeles FC          | 3B              |
| Semaine 2  | Lewis Morgan          | Red Bulls de New York   | 3B              |
| Semaine 3  | Dayne St. Clair       | Minnesota United        | 8A CS           |
| Semaine 4  | Jesús Ferreira        | FC Dallas               | 3B 1P           |
| Semaine 5  | Javier Hernández      | Galaxy de Los Angeles   | 2B              |
| Semaine 6  | Leonardo Campana      | Inter Miami             | 3B (dont BV)    |
| Semaine 7  | Valentín Castellanos  | New York City FC        | 4B              |
| Semaine 8  | Cristian Espinoza     | Earthquakes de San José | 3B (dont BV) 1P |
| Semaine 9  | Kamal Miller          | CF Montréal             | 1B 1P           |
| Semaine 10 | Ronaldo Cisneros (en) | Atlanta United          | 3B              |
| Semaine 11 | Sebastián Blanco      | Timbers de Portland     | 2B 2P           |
| Semaine 12 | Jamiro Monteiro       | Earthquakes de San José | 2B (dont BV)    |
| Semaine 13 | Sebastián Ferreira    | Dynamo de Houston       | 1B 2P           |
| Semaine 14 | Dejan Joveljić        | Galaxy de Los Angeles   | 2B 1P           |
| Semaine 15 | Luquinhas (en)        | Red Bulls de New York   | 1B              |
| Semaine 16 | Hany Mukhtar          | Nashville SC            | 2B              |
| Semaine 17 | Brenner               | FC Cincinnati           | 3B              |
| Semaine 18 | Taxiárchis Foúntas    | D.C. United             | 3B              |
| Semaine 19 | Julián Carranza       | Union de Philadelphie   | 3B              |
| Semaine 20 | Jhon Durán            | Fire de Chicago         | 2B              |
| Semaine 21 | Emanuel Reynoso       | Minnesota United        | 2B              |
| Semaine 22 | Michael Bradley       | Toronto FC              | 2B              |
| Semaine 23 | Gonzalo Higuaín       | Inter Miami             | 3B              |
| Semaine 24 | Gyasi Zardes          | Rapids du Colorado      | 3B              |
| Semaine 25 | Alejandro Pozuelo     | Inter Miami             | 2B (dont BV) 1P |
| Semaine 26 | Julián Carranza       | Union de Philadelphie   | 3B 1P           |
| Semaine 27 | Dániel Gazdag         | Union de Philadelphie   | 3B              |
| Semaine 28 | Hany Mukhtar          | Nashville SC            | 3B              |
| Semaine 29 | Hany Mukhtar          | Nashville SC            | 2B              |
| Semaine 30 | Brenner               | FC Cincinnati           | 3B 1P           |
| Semaine 31 | Moussa Djitté         | Austin FC               | 3B              |
| Semaine 32 | Karol Świderski       | Charlotte FC            | 2B (dont BV)    |
| Semaine 33 | Daniel Ríos (en)      | Charlotte FC            | 4B              |
| Semaine 34 | Brenner               | FC Cincinnati           | 3B 1P           |

M=Matchs ; B=Buts ; P=Passes décisives ; BV=But Vainqueur ; A=Arrêts ; CS=Clean Sheet

#### But de la semaine
| Semaine    | Joueur                | Équipe                               |
| ---------- | --------------------- | ------------------------------------ |
| Semaine 1  | Yimmi Chará           | Timbers de Portland                  |
| Semaine 2  | Efraín Álvarez        | Galaxy de Los Angeles                |
| Semaine 3  | Alan Velasco          | FC Dallas                            |
| Semaine 4  | Thiago Almada         | Atlanta United                       |
| Semaine 5  | João Paulo            | Sounders de Seattle                  |
| Semaine 6  | Jordy Alcívar         | Charlotte FC                         |
| Semaine 7  | Ismael Tajouri-Shradi | Los Angeles FC                       |
| Semaine 8  | Leonardo Campana      | Inter Miami                          |
| Semaine 9  | Sebastián Ferreira    | Dynamo de Houston                    |
| Semaine 10 | Ronaldo Cisneros (en) | Atlanta United                       |
| Semaine 11 | Cristian Roldan       | Sounders de Seattle                  |
| Semaine 12 | Raúl Ruidíaz          | Sounders de Seattle                  |
| Semaine 13 | Adam Buksa            | Revolution de la Nouvelle-Angleterre |
| Semaine 14 | Raúl Ruidíaz          | Sounders de Seattle                  |
| Semaine 15 | Luquinhas (en)        | Red Bulls de New York                |
| Semaine 16 | Luiz Araújo           | Atlanta United                       |
| Semaine 17 | Daniel Pereira        | Austin FC                            |
| Semaine 18 | Sean Davis            | Nashville SC                         |
| Semaine 19 | Roger Espinoza        | Sporting de Kansas City              |
| Semaine 20 | Diego Fagúndez        | Austin FC                            |
| Semaine 21 | Yordy Reyna           | Charlotte FC                         |
| Semaine 22 | Sebastián Driussi     | Austin FC                            |
| Semaine 23 | Gonzalo Higuaín       | Inter Miami                          |
| Semaine 24 | Gareth Bale           | Los Angeles FC                       |
| Semaine 25 | Thiago Almada         | Atlanta United                       |
| Semaine 26 | Domenico Criscito     | Toronto FC                           |
| Semaine 27 | Diego Fagúndez        | Austin FC                            |
| Semaine 28 | Riqui Puig            | Galaxy de Los Angeles                |
| Semaine 29 | Djordje Mihailovic    | CF Montréal                          |
| Semaine 30 | Thiago Almada         | Atlanta United                       |
| Semaine 31 | Carlos Vela           | Los Angeles FC                       |
| Semaine 32 | Javier Hernández      | Galaxy de Los Angeles                |
| Semaine 33 | Josef Martínez        | Atlanta United                       |
| Semaine 34 | Brenner               | FC Cincinnati                        |

## Bilan
| Championnat des États-Unis de football 2022 |                            |
| Champion                                    | Los Angeles FC (1er titre) |
| Dauphin                                     | Union de Philadelphie      |
| Séries (demi-finales de conférence)         | Los Angeles FC             |
| Séries (demi-finales de conférence)         | Union de Philadelphie      |
| Séries (demi-finales de conférence)         | CF Montréal                |
| Séries (demi-finales de conférence)         | Austin FC                  |
| Séries (demi-finales de conférence)         | New York City FC           |
| Séries (demi-finales de conférence)         | FC Dallas                  |
| Séries (demi-finales de conférence)         | Galaxy de Los Angeles      |
| Séries (demi-finales de conférence)         | FC Cincinnati              |
| Coupes et trophées                          |                            |
| Vainqueur de la Coupe des États-Unis 2022   | Orlando City SC            |
| Qualifications continentales                |                            |
| Ligue des champions de la CONCACAF 2023     | Los Angeles FC             |
| Ligue des champions de la CONCACAF 2023     | Union de Philadelphie      |
| Ligue des champions de la CONCACAF 2023     | Austin FC                  |
| Ligue des champions de la CONCACAF 2023     | Orlando City SC            |